# Ancistrogobius
Ancistrogobius is een geslacht van straalvinnige vissen uit de familie van de grondels (Gobiidae).

## Soorten
- Ancistrogobius dipus Shibukawa, Yoshino & Allen, 2010
- Ancistrogobius squamiceps Shibukawa, Yoshino & Allen, 2010
- Ancistrogobius yanoi Shibukawa, Yoshino & Allen, 2010
- Ancistrogobius yoshigoui Shibukawa, Yoshino & Allen, 2010